# Behra-Porsche
Behra-Porsche foi uma equipe francesa de Fórmula 1 fundada pelo piloto Jean Behra, que disputou três grandes prêmios (largando em dois), em 1959 e 1960.
Embora fosse registrada como francesa, a equipe tinha como sede Módena, na Itália. Tentou se classificar para o Grande Prêmio de Mônaco em 1959 com a italiana Maria Teresa de Filippis, primeira mulher a guiar um carro de F-1, mas não teve êxito. Jean Behra tentou participar ainda do GP da Alemanha, mas acabou morrendo em grave acidente na pista de AVUS.
A equipe disputou ainda duas provas em 1960, com os norte-americanos Masten Gregory e Fred Gamble, com ambos terminando, respectivamente, em décimo e décimo-segundo lugares.